# 4 (Beyoncé)
4 is het vierde studioalbum van de Amerikaanse R&B-zangeres Beyoncé. Het is het eerste album na haar jaar lange break en na de breuk met haar vader, Mathew Knowles, als haar manager. Het album kwam uit op 24 juni 2011.

## Achtergrondinformatie
Volgens Beyoncé heet het album 4, omdat ze haar fans de naam heeft laten kiezen. Ze had eerst een andere naam in gedachten, maar de fans bleven maar met het nummer 4 komen. 4 is ook haar lievelingsnummer, ze is jarig op de 4e, haar man, Jay-Z, en haar moeder, Tina ook. Ook is ze getrouwd op 4 april (4/4). Volgens Beyoncé is het een persoonlijk album, dat haar verhaal vertelt.
Beyoncé heeft voor het album ruim 72 nummers opgenomen, uiteindelijk zijn er 12 op het album terechtgekomen. Er zijn nog drie bonusnummers op de deluxeversie.

## Tracklist
De standaardversie heeft 12 nummers, de Deluxe Edition heeft een tweede cd met 6 extra nummers.
Standaardversie
| Track | Titel                          | Schrijvers | Duur |
| ----- | ------------------------------ | --- | ---- |
| 1     | "1+1"                          | Terius Nash, Christopher Stewart en Beyoncé Knowles                                                                                  | 4:34 |
| 2     | "I Care"                       | Jeff Bhasker,Chad Hugo en Beyoncé Knowles                                                                                            | 3:59 |
| 3     | "I Miss You"                   | Frank Ocean, Shea Taylor en Beyoncé Knowles                                                                                          | 2:59 |
| 4     | "Best Thing I Never Had"       | Kenny "Babyface" Edmonds, Antonio Dixon, Beyoncé Knowles, Patrick "j.que" Smith, Shea Taylor, Larry Griffin, Jr. en Caleb McCampbell | 4:14 |
| 5     | "Party" (featuring Andre 3000) | K. West, Jeff Bhasker, Beyoncé Knowles, Dexter R. Mills, Douglas Davis en Ricky Walters                                              | 4:05 |
| 6     | "Rather Die Young"             | Jeff Bhasker, Luke Steele en Beyoncé Knowles                                                                                         | 3:42 |
| 7     | "Start Over"                   | Shea Taylor, Beyoncé Knowles en E. Dean                                                                                              | 3:19 |
| 8     | "Love on top"                  | Beyoncé Knowles, Terius Nash en Shea Taylor                                                                                          | 4:27 |
| 9     | "Countdown"                    | Terius Nash, Shea Taylor, Beyoncé Knowles, E. Dean, Cainon Lamb, Julie Frost, Michael Bivins, Nathan Morris en Wanya Morris          | 3:33 |
| 10    | "End of Time"                  | Beyoncé Knowles, Terius Nash, Shea Taylor en David Taylor                                                                            | 3:44 |
| 11    | "I Was Here"                   | Diane Warren | 3:59 |
| 12    | "Run the World (Girls)"        | Terius Nash, Beyoncé Knowles, Wesley Pentz, David Taylor, Adidja Palmer, Nick van de Wall                                            | 3:56 |

Deluxe Edition
| Track | Titel                                             | Schrijvers                                                                       | Duur |
| ----- | ------------------------------------------------- | -------------------------------------------------------------------------------- | ---- |
| 1     | "Lay Up Under Me"                                 | Beyoncé Knowles, Sean Garrett, Mikkel Eriksen, Tor Erik Hermansen en Shea Taylor | 4:14 |
| 2     | "Schoolin' Life"                                  | Beyoncé Knowles, Terius Nash, Shea Taylor en Carlos McKinney                     | 4:53 |
| 3     | "Dance For You"                                   | Beyoncé Knowles, Terius Nash en Christopher Stewart                              | 6:17 |
| 4     | "Run the World (Girls)" (Kaskade Club Remix)      | Kaskade                                                                          | 5:02 |
| 5     | "Run the World (Girls)" (RedtopClub Remix)        | Jens Bergmark for peace Bisquit                                                  | 6:03 |
| 6     | "Run the World (Girls)" (Jochen Simms Club Remix) | Julian Napolitano for Peace Bisquit                                              | 6:19 |

### Singles
| Single met eventuele hitnotering(en) in de Nederlandse Top 40 | Datum van verschijnen | Datum van binnenkomst | Hoogste positie | Aantal weken | Opmerkingen                 |
| ------------------------------------------------------------- | --------------------- | --------------------- | --------------- | ------------ | --------------------------- |
| Run the world (Girls)                                         | 18-04-2011            | 07-05-2011            | 25              | 4            | Nr. 8 in de Single Top 100  |
| Best thing I never had                                        | 01-06-2011            | 25-06-2011            | 23              | 12           | Nr. 37 in de Single Top 100 |
| Love on top                                                   | 2011                  | 01-10-2011            | tip23           | -            | Nr. 61 in de Single Top 100 |
| Countdown                                                     | 10-10-2011            | 22-10-2011            | tip12           | -            | Nr. 92 in de Single Top 100 |

| Single met hitnotering(en) in de Vlaamse Ultratop 50 | Datum van verschijnen | Datum van binnenkomst | Hoogste positie | Aantal weken | Opmerkingen                 |
| ---------------------------------------------------- | --------------------- | --------------------- | --------------- | ------------ | --------------------------- |
| Run the world (Girls)                                | 2011                  | 30-04-2011            | 14              | 15           |                             |
| Best thing I never had                               | 2011                  | 27-08-2011            | 50              | 1            | Nr. 15 in de Radio 2 Top 30 |
| Countdown                                            | 2011                  | 22-10-2011            | tip14           | -            |                             |
| Love on top                                          | 2011                  | 19-11-2011            | tip4            | -            |                             |
| End of time                                          | 2012                  | 26-05-2012            | tip64*          |              |                             |

## Hitnoteringen

### NederlandseAlbum Top 100
| Hitnotering: (Week 1 t/m 40) 02-07-2011 t/m 31-03-2012 Hitnotering: (Week 40 t/m 43) 14-04-2012 t/m 28-04-2012 Hitnotering: (Week 44) 12-05-2012 Hitnotering: (Week 45) 02-06-2012 Hitnotering: (Week 46 t/m 49) 28-07-2012 t/m 18-08-2012 Hitnotering: (Week 50 t/m 52) 15-09-2012 t/m 29-09-2012 | Hitnotering: (Week 1 t/m 40) 02-07-2011 t/m 31-03-2012 Hitnotering: (Week 40 t/m 43) 14-04-2012 t/m 28-04-2012 Hitnotering: (Week 44) 12-05-2012 Hitnotering: (Week 45) 02-06-2012 Hitnotering: (Week 46 t/m 49) 28-07-2012 t/m 18-08-2012 Hitnotering: (Week 50 t/m 52) 15-09-2012 t/m 29-09-2012 | Hitnotering: (Week 1 t/m 40) 02-07-2011 t/m 31-03-2012 Hitnotering: (Week 40 t/m 43) 14-04-2012 t/m 28-04-2012 Hitnotering: (Week 44) 12-05-2012 Hitnotering: (Week 45) 02-06-2012 Hitnotering: (Week 46 t/m 49) 28-07-2012 t/m 18-08-2012 Hitnotering: (Week 50 t/m 52) 15-09-2012 t/m 29-09-2012 | Hitnotering: (Week 1 t/m 40) 02-07-2011 t/m 31-03-2012 Hitnotering: (Week 40 t/m 43) 14-04-2012 t/m 28-04-2012 Hitnotering: (Week 44) 12-05-2012 Hitnotering: (Week 45) 02-06-2012 Hitnotering: (Week 46 t/m 49) 28-07-2012 t/m 18-08-2012 Hitnotering: (Week 50 t/m 52) 15-09-2012 t/m 29-09-2012 | Hitnotering: (Week 1 t/m 40) 02-07-2011 t/m 31-03-2012 Hitnotering: (Week 40 t/m 43) 14-04-2012 t/m 28-04-2012 Hitnotering: (Week 44) 12-05-2012 Hitnotering: (Week 45) 02-06-2012 Hitnotering: (Week 46 t/m 49) 28-07-2012 t/m 18-08-2012 Hitnotering: (Week 50 t/m 52) 15-09-2012 t/m 29-09-2012 | Hitnotering: (Week 1 t/m 40) 02-07-2011 t/m 31-03-2012 Hitnotering: (Week 40 t/m 43) 14-04-2012 t/m 28-04-2012 Hitnotering: (Week 44) 12-05-2012 Hitnotering: (Week 45) 02-06-2012 Hitnotering: (Week 46 t/m 49) 28-07-2012 t/m 18-08-2012 Hitnotering: (Week 50 t/m 52) 15-09-2012 t/m 29-09-2012 | Hitnotering: (Week 1 t/m 40) 02-07-2011 t/m 31-03-2012 Hitnotering: (Week 40 t/m 43) 14-04-2012 t/m 28-04-2012 Hitnotering: (Week 44) 12-05-2012 Hitnotering: (Week 45) 02-06-2012 Hitnotering: (Week 46 t/m 49) 28-07-2012 t/m 18-08-2012 Hitnotering: (Week 50 t/m 52) 15-09-2012 t/m 29-09-2012 | Hitnotering: (Week 1 t/m 40) 02-07-2011 t/m 31-03-2012 Hitnotering: (Week 40 t/m 43) 14-04-2012 t/m 28-04-2012 Hitnotering: (Week 44) 12-05-2012 Hitnotering: (Week 45) 02-06-2012 Hitnotering: (Week 46 t/m 49) 28-07-2012 t/m 18-08-2012 Hitnotering: (Week 50 t/m 52) 15-09-2012 t/m 29-09-2012 | Hitnotering: (Week 1 t/m 40) 02-07-2011 t/m 31-03-2012 Hitnotering: (Week 40 t/m 43) 14-04-2012 t/m 28-04-2012 Hitnotering: (Week 44) 12-05-2012 Hitnotering: (Week 45) 02-06-2012 Hitnotering: (Week 46 t/m 49) 28-07-2012 t/m 18-08-2012 Hitnotering: (Week 50 t/m 52) 15-09-2012 t/m 29-09-2012 | Hitnotering: (Week 1 t/m 40) 02-07-2011 t/m 31-03-2012 Hitnotering: (Week 40 t/m 43) 14-04-2012 t/m 28-04-2012 Hitnotering: (Week 44) 12-05-2012 Hitnotering: (Week 45) 02-06-2012 Hitnotering: (Week 46 t/m 49) 28-07-2012 t/m 18-08-2012 Hitnotering: (Week 50 t/m 52) 15-09-2012 t/m 29-09-2012 | Hitnotering: (Week 1 t/m 40) 02-07-2011 t/m 31-03-2012 Hitnotering: (Week 40 t/m 43) 14-04-2012 t/m 28-04-2012 Hitnotering: (Week 44) 12-05-2012 Hitnotering: (Week 45) 02-06-2012 Hitnotering: (Week 46 t/m 49) 28-07-2012 t/m 18-08-2012 Hitnotering: (Week 50 t/m 52) 15-09-2012 t/m 29-09-2012 | Hitnotering: (Week 1 t/m 40) 02-07-2011 t/m 31-03-2012 Hitnotering: (Week 40 t/m 43) 14-04-2012 t/m 28-04-2012 Hitnotering: (Week 44) 12-05-2012 Hitnotering: (Week 45) 02-06-2012 Hitnotering: (Week 46 t/m 49) 28-07-2012 t/m 18-08-2012 Hitnotering: (Week 50 t/m 52) 15-09-2012 t/m 29-09-2012 | Hitnotering: (Week 1 t/m 40) 02-07-2011 t/m 31-03-2012 Hitnotering: (Week 40 t/m 43) 14-04-2012 t/m 28-04-2012 Hitnotering: (Week 44) 12-05-2012 Hitnotering: (Week 45) 02-06-2012 Hitnotering: (Week 46 t/m 49) 28-07-2012 t/m 18-08-2012 Hitnotering: (Week 50 t/m 52) 15-09-2012 t/m 29-09-2012 | Hitnotering: (Week 1 t/m 40) 02-07-2011 t/m 31-03-2012 Hitnotering: (Week 40 t/m 43) 14-04-2012 t/m 28-04-2012 Hitnotering: (Week 44) 12-05-2012 Hitnotering: (Week 45) 02-06-2012 Hitnotering: (Week 46 t/m 49) 28-07-2012 t/m 18-08-2012 Hitnotering: (Week 50 t/m 52) 15-09-2012 t/m 29-09-2012 | Hitnotering: (Week 1 t/m 40) 02-07-2011 t/m 31-03-2012 Hitnotering: (Week 40 t/m 43) 14-04-2012 t/m 28-04-2012 Hitnotering: (Week 44) 12-05-2012 Hitnotering: (Week 45) 02-06-2012 Hitnotering: (Week 46 t/m 49) 28-07-2012 t/m 18-08-2012 Hitnotering: (Week 50 t/m 52) 15-09-2012 t/m 29-09-2012 | Hitnotering: (Week 1 t/m 40) 02-07-2011 t/m 31-03-2012 Hitnotering: (Week 40 t/m 43) 14-04-2012 t/m 28-04-2012 Hitnotering: (Week 44) 12-05-2012 Hitnotering: (Week 45) 02-06-2012 Hitnotering: (Week 46 t/m 49) 28-07-2012 t/m 18-08-2012 Hitnotering: (Week 50 t/m 52) 15-09-2012 t/m 29-09-2012 | Hitnotering: (Week 1 t/m 40) 02-07-2011 t/m 31-03-2012 Hitnotering: (Week 40 t/m 43) 14-04-2012 t/m 28-04-2012 Hitnotering: (Week 44) 12-05-2012 Hitnotering: (Week 45) 02-06-2012 Hitnotering: (Week 46 t/m 49) 28-07-2012 t/m 18-08-2012 Hitnotering: (Week 50 t/m 52) 15-09-2012 t/m 29-09-2012 | Hitnotering: (Week 1 t/m 40) 02-07-2011 t/m 31-03-2012 Hitnotering: (Week 40 t/m 43) 14-04-2012 t/m 28-04-2012 Hitnotering: (Week 44) 12-05-2012 Hitnotering: (Week 45) 02-06-2012 Hitnotering: (Week 46 t/m 49) 28-07-2012 t/m 18-08-2012 Hitnotering: (Week 50 t/m 52) 15-09-2012 t/m 29-09-2012 | Hitnotering: (Week 1 t/m 40) 02-07-2011 t/m 31-03-2012 Hitnotering: (Week 40 t/m 43) 14-04-2012 t/m 28-04-2012 Hitnotering: (Week 44) 12-05-2012 Hitnotering: (Week 45) 02-06-2012 Hitnotering: (Week 46 t/m 49) 28-07-2012 t/m 18-08-2012 Hitnotering: (Week 50 t/m 52) 15-09-2012 t/m 29-09-2012 | Hitnotering: (Week 1 t/m 40) 02-07-2011 t/m 31-03-2012 Hitnotering: (Week 40 t/m 43) 14-04-2012 t/m 28-04-2012 Hitnotering: (Week 44) 12-05-2012 Hitnotering: (Week 45) 02-06-2012 Hitnotering: (Week 46 t/m 49) 28-07-2012 t/m 18-08-2012 Hitnotering: (Week 50 t/m 52) 15-09-2012 t/m 29-09-2012 | Hitnotering: (Week 1 t/m 40) 02-07-2011 t/m 31-03-2012 Hitnotering: (Week 40 t/m 43) 14-04-2012 t/m 28-04-2012 Hitnotering: (Week 44) 12-05-2012 Hitnotering: (Week 45) 02-06-2012 Hitnotering: (Week 46 t/m 49) 28-07-2012 t/m 18-08-2012 Hitnotering: (Week 50 t/m 52) 15-09-2012 t/m 29-09-2012 |
| Week: | 1 | 2 | 3 | 4 | 5 | 6 | 7 | 8 | 9 | 10 | 11 | 12 | 13 | 14 | 15 | 16 | 17 | 18 | 19 | 20 |
| --- | --- | --- | --- | --- | --- | --- | --- | --- | --- | --- | --- | --- | --- | --- | --- | --- | --- | --- | --- | --- |
| Positie: | 2 | 3 | 5 | 5 | 8 | 6 | 7 | 7 | 15 | 9 | 14 | 19 | 19 | 25 | 38 | 55 | 55 | 42 | 46 | 57 |
| Week: | 21 | 22 | 23 | 24 | 25 | 26 | 27 | 28 | 29 | 30 | 31 | 32 | 33 | 34 | 35 | 36 | 37 | 38 | 39 | 40 |
| Positie: | 68 | 68 | 61 | 67 | 68 | 70 | 57 | 33 | 37 | 46 | 38 | 40 | 38 | 43 | 50 | 54 | 65 | 68 | 77 | 92 |
| Week: | | 41 | 42 | 43 | | 44 | | 45 | | 46 | 47 | 48 | 49 | | 50 | 51 | 52 | | | |
| Positie: | uit | 73 | 87 | 98 | uit | 95 | uit | 93 | uit | 86 | 95 | 87 | 96 | uit | 93 | 80 | 80 | uit | | |

### VlaamseUltratop 100/200 Albums
| Hitnotering: (Week 1 t/m 21) 02-07-2011 t/m 19-11-2011 Hitnotering: (Week 22 t/m 23) 10-12-2011 t/m 17-12-2011 Hitnotering: (Week 24 t/m 29) 31-12-2011 t/m 04-02-2012 Hitnotering: (Week 30) 18-02-2012 Hitnotering: (Week 31 t/m 34) 31-03-2012 t/m 21-04-2012 Hitnotering: (Week 35) 05-05-2012 Hitnotering: (Week 36 t/m ) 19-05-2012 t/m 23-06-2012 | Hitnotering: (Week 1 t/m 21) 02-07-2011 t/m 19-11-2011 Hitnotering: (Week 22 t/m 23) 10-12-2011 t/m 17-12-2011 Hitnotering: (Week 24 t/m 29) 31-12-2011 t/m 04-02-2012 Hitnotering: (Week 30) 18-02-2012 Hitnotering: (Week 31 t/m 34) 31-03-2012 t/m 21-04-2012 Hitnotering: (Week 35) 05-05-2012 Hitnotering: (Week 36 t/m ) 19-05-2012 t/m 23-06-2012 | Hitnotering: (Week 1 t/m 21) 02-07-2011 t/m 19-11-2011 Hitnotering: (Week 22 t/m 23) 10-12-2011 t/m 17-12-2011 Hitnotering: (Week 24 t/m 29) 31-12-2011 t/m 04-02-2012 Hitnotering: (Week 30) 18-02-2012 Hitnotering: (Week 31 t/m 34) 31-03-2012 t/m 21-04-2012 Hitnotering: (Week 35) 05-05-2012 Hitnotering: (Week 36 t/m ) 19-05-2012 t/m 23-06-2012 | Hitnotering: (Week 1 t/m 21) 02-07-2011 t/m 19-11-2011 Hitnotering: (Week 22 t/m 23) 10-12-2011 t/m 17-12-2011 Hitnotering: (Week 24 t/m 29) 31-12-2011 t/m 04-02-2012 Hitnotering: (Week 30) 18-02-2012 Hitnotering: (Week 31 t/m 34) 31-03-2012 t/m 21-04-2012 Hitnotering: (Week 35) 05-05-2012 Hitnotering: (Week 36 t/m ) 19-05-2012 t/m 23-06-2012 | Hitnotering: (Week 1 t/m 21) 02-07-2011 t/m 19-11-2011 Hitnotering: (Week 22 t/m 23) 10-12-2011 t/m 17-12-2011 Hitnotering: (Week 24 t/m 29) 31-12-2011 t/m 04-02-2012 Hitnotering: (Week 30) 18-02-2012 Hitnotering: (Week 31 t/m 34) 31-03-2012 t/m 21-04-2012 Hitnotering: (Week 35) 05-05-2012 Hitnotering: (Week 36 t/m ) 19-05-2012 t/m 23-06-2012 | Hitnotering: (Week 1 t/m 21) 02-07-2011 t/m 19-11-2011 Hitnotering: (Week 22 t/m 23) 10-12-2011 t/m 17-12-2011 Hitnotering: (Week 24 t/m 29) 31-12-2011 t/m 04-02-2012 Hitnotering: (Week 30) 18-02-2012 Hitnotering: (Week 31 t/m 34) 31-03-2012 t/m 21-04-2012 Hitnotering: (Week 35) 05-05-2012 Hitnotering: (Week 36 t/m ) 19-05-2012 t/m 23-06-2012 | Hitnotering: (Week 1 t/m 21) 02-07-2011 t/m 19-11-2011 Hitnotering: (Week 22 t/m 23) 10-12-2011 t/m 17-12-2011 Hitnotering: (Week 24 t/m 29) 31-12-2011 t/m 04-02-2012 Hitnotering: (Week 30) 18-02-2012 Hitnotering: (Week 31 t/m 34) 31-03-2012 t/m 21-04-2012 Hitnotering: (Week 35) 05-05-2012 Hitnotering: (Week 36 t/m ) 19-05-2012 t/m 23-06-2012 | Hitnotering: (Week 1 t/m 21) 02-07-2011 t/m 19-11-2011 Hitnotering: (Week 22 t/m 23) 10-12-2011 t/m 17-12-2011 Hitnotering: (Week 24 t/m 29) 31-12-2011 t/m 04-02-2012 Hitnotering: (Week 30) 18-02-2012 Hitnotering: (Week 31 t/m 34) 31-03-2012 t/m 21-04-2012 Hitnotering: (Week 35) 05-05-2012 Hitnotering: (Week 36 t/m ) 19-05-2012 t/m 23-06-2012 | Hitnotering: (Week 1 t/m 21) 02-07-2011 t/m 19-11-2011 Hitnotering: (Week 22 t/m 23) 10-12-2011 t/m 17-12-2011 Hitnotering: (Week 24 t/m 29) 31-12-2011 t/m 04-02-2012 Hitnotering: (Week 30) 18-02-2012 Hitnotering: (Week 31 t/m 34) 31-03-2012 t/m 21-04-2012 Hitnotering: (Week 35) 05-05-2012 Hitnotering: (Week 36 t/m ) 19-05-2012 t/m 23-06-2012 | Hitnotering: (Week 1 t/m 21) 02-07-2011 t/m 19-11-2011 Hitnotering: (Week 22 t/m 23) 10-12-2011 t/m 17-12-2011 Hitnotering: (Week 24 t/m 29) 31-12-2011 t/m 04-02-2012 Hitnotering: (Week 30) 18-02-2012 Hitnotering: (Week 31 t/m 34) 31-03-2012 t/m 21-04-2012 Hitnotering: (Week 35) 05-05-2012 Hitnotering: (Week 36 t/m ) 19-05-2012 t/m 23-06-2012 | Hitnotering: (Week 1 t/m 21) 02-07-2011 t/m 19-11-2011 Hitnotering: (Week 22 t/m 23) 10-12-2011 t/m 17-12-2011 Hitnotering: (Week 24 t/m 29) 31-12-2011 t/m 04-02-2012 Hitnotering: (Week 30) 18-02-2012 Hitnotering: (Week 31 t/m 34) 31-03-2012 t/m 21-04-2012 Hitnotering: (Week 35) 05-05-2012 Hitnotering: (Week 36 t/m ) 19-05-2012 t/m 23-06-2012 | Hitnotering: (Week 1 t/m 21) 02-07-2011 t/m 19-11-2011 Hitnotering: (Week 22 t/m 23) 10-12-2011 t/m 17-12-2011 Hitnotering: (Week 24 t/m 29) 31-12-2011 t/m 04-02-2012 Hitnotering: (Week 30) 18-02-2012 Hitnotering: (Week 31 t/m 34) 31-03-2012 t/m 21-04-2012 Hitnotering: (Week 35) 05-05-2012 Hitnotering: (Week 36 t/m ) 19-05-2012 t/m 23-06-2012 | Hitnotering: (Week 1 t/m 21) 02-07-2011 t/m 19-11-2011 Hitnotering: (Week 22 t/m 23) 10-12-2011 t/m 17-12-2011 Hitnotering: (Week 24 t/m 29) 31-12-2011 t/m 04-02-2012 Hitnotering: (Week 30) 18-02-2012 Hitnotering: (Week 31 t/m 34) 31-03-2012 t/m 21-04-2012 Hitnotering: (Week 35) 05-05-2012 Hitnotering: (Week 36 t/m ) 19-05-2012 t/m 23-06-2012 | Hitnotering: (Week 1 t/m 21) 02-07-2011 t/m 19-11-2011 Hitnotering: (Week 22 t/m 23) 10-12-2011 t/m 17-12-2011 Hitnotering: (Week 24 t/m 29) 31-12-2011 t/m 04-02-2012 Hitnotering: (Week 30) 18-02-2012 Hitnotering: (Week 31 t/m 34) 31-03-2012 t/m 21-04-2012 Hitnotering: (Week 35) 05-05-2012 Hitnotering: (Week 36 t/m ) 19-05-2012 t/m 23-06-2012 | Hitnotering: (Week 1 t/m 21) 02-07-2011 t/m 19-11-2011 Hitnotering: (Week 22 t/m 23) 10-12-2011 t/m 17-12-2011 Hitnotering: (Week 24 t/m 29) 31-12-2011 t/m 04-02-2012 Hitnotering: (Week 30) 18-02-2012 Hitnotering: (Week 31 t/m 34) 31-03-2012 t/m 21-04-2012 Hitnotering: (Week 35) 05-05-2012 Hitnotering: (Week 36 t/m ) 19-05-2012 t/m 23-06-2012 | Hitnotering: (Week 1 t/m 21) 02-07-2011 t/m 19-11-2011 Hitnotering: (Week 22 t/m 23) 10-12-2011 t/m 17-12-2011 Hitnotering: (Week 24 t/m 29) 31-12-2011 t/m 04-02-2012 Hitnotering: (Week 30) 18-02-2012 Hitnotering: (Week 31 t/m 34) 31-03-2012 t/m 21-04-2012 Hitnotering: (Week 35) 05-05-2012 Hitnotering: (Week 36 t/m ) 19-05-2012 t/m 23-06-2012 | Hitnotering: (Week 1 t/m 21) 02-07-2011 t/m 19-11-2011 Hitnotering: (Week 22 t/m 23) 10-12-2011 t/m 17-12-2011 Hitnotering: (Week 24 t/m 29) 31-12-2011 t/m 04-02-2012 Hitnotering: (Week 30) 18-02-2012 Hitnotering: (Week 31 t/m 34) 31-03-2012 t/m 21-04-2012 Hitnotering: (Week 35) 05-05-2012 Hitnotering: (Week 36 t/m ) 19-05-2012 t/m 23-06-2012 | Hitnotering: (Week 1 t/m 21) 02-07-2011 t/m 19-11-2011 Hitnotering: (Week 22 t/m 23) 10-12-2011 t/m 17-12-2011 Hitnotering: (Week 24 t/m 29) 31-12-2011 t/m 04-02-2012 Hitnotering: (Week 30) 18-02-2012 Hitnotering: (Week 31 t/m 34) 31-03-2012 t/m 21-04-2012 Hitnotering: (Week 35) 05-05-2012 Hitnotering: (Week 36 t/m ) 19-05-2012 t/m 23-06-2012 | Hitnotering: (Week 1 t/m 21) 02-07-2011 t/m 19-11-2011 Hitnotering: (Week 22 t/m 23) 10-12-2011 t/m 17-12-2011 Hitnotering: (Week 24 t/m 29) 31-12-2011 t/m 04-02-2012 Hitnotering: (Week 30) 18-02-2012 Hitnotering: (Week 31 t/m 34) 31-03-2012 t/m 21-04-2012 Hitnotering: (Week 35) 05-05-2012 Hitnotering: (Week 36 t/m ) 19-05-2012 t/m 23-06-2012 | Hitnotering: (Week 1 t/m 21) 02-07-2011 t/m 19-11-2011 Hitnotering: (Week 22 t/m 23) 10-12-2011 t/m 17-12-2011 Hitnotering: (Week 24 t/m 29) 31-12-2011 t/m 04-02-2012 Hitnotering: (Week 30) 18-02-2012 Hitnotering: (Week 31 t/m 34) 31-03-2012 t/m 21-04-2012 Hitnotering: (Week 35) 05-05-2012 Hitnotering: (Week 36 t/m ) 19-05-2012 t/m 23-06-2012 | Hitnotering: (Week 1 t/m 21) 02-07-2011 t/m 19-11-2011 Hitnotering: (Week 22 t/m 23) 10-12-2011 t/m 17-12-2011 Hitnotering: (Week 24 t/m 29) 31-12-2011 t/m 04-02-2012 Hitnotering: (Week 30) 18-02-2012 Hitnotering: (Week 31 t/m 34) 31-03-2012 t/m 21-04-2012 Hitnotering: (Week 35) 05-05-2012 Hitnotering: (Week 36 t/m ) 19-05-2012 t/m 23-06-2012 |
| Week: | 1 | 2 | 3 | 4 | 5 | 6 | 7 | 8 | 9 | 10 | 11 | 12 | 13 | 14 | 15 | 16 | 17 | 18 | 19 | 20 |
| --- | --- | --- | --- | --- | --- | --- | --- | --- | --- | --- | --- | --- | --- | --- | --- | --- | --- | --- | --- | --- |
| Positie: | 7 | 4 | 10 | 11 | 16 | 18 | 16 | 23 | 27 | 19 | 19 | 28 | 37 | 42 | 50 | 50 | 58 | 67 | 93 | 92 |
| Week: | 21 | | 22 | 23 | | 24 | 25 | 26 | 27 | 28 | 29 | | 30 | | 31 | 32 | 33 | 34 | | 35 |
| Positie: | 95 | uit | 96 | 99 | uit | 100 | 99 | 59 | 81 | 64 | 93 | uit | 99 | uit | 95 | 72 | 77 | 87 | uit | 86 |
| Week: | | 36 | 37 | 38 | 39 | 40 | 41 | | 42 | 43 | 44 | | 45 | | 46 | | | | | |
| Positie: | uit | 167 | 114 | 113 | 127 | 170 | 173 | uit | 113 | 148 | 143 | uit | 165 | uit | 176 | uit | | | | |